# Romuva
Romuva är en litauisk polyteistisk religion. Romuva är en religion som fram till 1387 var statsreligion i dåvarande storhertigdömet Litauen. Religionen praktiserades i områdena kring nuvarande Lettland och Litauen och återupplivades under 1900-talet i Litauen, varefter den fick spridning där och numera praktiseras av omkring 5 000 människor. Religionen saknar religiösa urkunder. Det är en naturcentrerad religion. För många av de praktiserande är Romuva en hyllning till baltisk och i synnerhet litauisk hednisk tradition. Det hålls fyra festivaler per år (vid vårdagjämningen, sommarsolståndet, höstdagjämningen och vintersolståndet), då man återberättar traditionella baltiska sagor och sjunger dainos (traditionella litauiska sånger) för att hylla årstiderna och de gudar som förknippas med dessa.

## Urval av gudar
- Bolotnyi, kvinnligt mossväsen som lockar människor till underjorden med hjälp av dainos (traditionella litauiska sånger).
- Dievas, himmelsgud och skapare. I likhet med Zeus bor han på en bergstopp och har i övrigt likheter med Tyr.
- Gabija, gudinna som firas kring midsommar.
- Gyvate, ormgudinna för fertilitet.
- Laumė, kan ses som en variant av de nordiska nornorna, vilka väver livsväven och ödet. De associeras ofta med svanen.
- Patrimpas, en döende gud.
- Perkūnas (den som dundrar), åskgud och vädergud. Hans symbol är hammaren och han påminner därför om Tor.
- Saulė och Mėnulis, solgudinna och mångud.
- Velnias, dödsgud.
- Zvoruna, jaktgudinna.
- Žemyna, moder Jord.